# Wilmsdorf (Bannewitz)

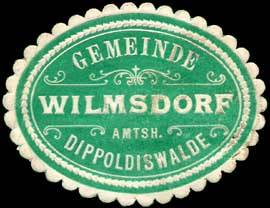
Siegelmarke der Gemeinde Wilmsdorf

Wilmsdorf ist ein Ortsteil der sächsischen Gemeinde Bannewitz im Landkreis Sächsische Schweiz-Osterzgebirge.

## Geografie
Das Waldhufendorf liegt südlich des Hauptortes am Poisenbach. Im Ort treffen sich die Staatsstraße 36 und die Kreisstraße 9015. Auch die Bundesstraße 170 verläuft auf Wilmsdorfer Gemarkung an der Grenze zu Hänichen. Im Nordosten grenzt an Wilmsdorf die Ortschaft Hänichen, im Norden die Ortschaft Welschhufe, im Westen Obernaundorf (zu Rabenau), im Südwesten Börnchen und im Osten Possendorf an.

## Geschichte
Obwohl der Ort erst 1440 urkundlich erwähnt wird, entstand er wahrscheinlich Ende des 12. oder Anfang des 13. Jahrhunderts. 1551 gehörte der Ort zur Burg Rabenau, seit 1565 zum Rittergut Berreuth, 1569 zum Amt Dippoldiswalde und 1875 zur Amtshauptmannschaft Dippoldiswalde. Von 1876 bis 1939 hatte das Dorf eine eigene Schule. Am 1. April 1939 wurde Wilmsdorf nach Possendorf eingemeindet und 1999 zum Ortsteil von Bannewitz.

## Freigut
Das Freigut wurde im Jahre 1776 unter dem Besitzer Johann George Schill erstmals erwähnt, der es von der Vorgängerin, Christiane Friederika Henriette von Staubitz, durch seinen Lehnträger Herrn Albrecht erkaufte. 1777 verkaufte er weiter an den Hofkommissar Nicolaus Victor Mühlberger, wobei Schill das Gut erst 1780 verließ. Im selben Jahr erkaufte es der Rittergutsbesitzer von Possendorf; es erhielt die Schriftsässigkeit. Es war ein etwa 1 7⁄8 Hufen (30 ha) großes Gut, in dem am 6. Januar 1776 Ferdinand Baptista von Schill geboren wurde. Zwischen den oberen Poisenhäusern und dem Vorwerk bestand am Poisenwald eine zum Gut gehörende Ziegelei. Im Jahre 1863 erkaufte Carl Friedrich August Dathe von Burgk das Gut. Heute steht nur noch das Herrenhaus. Der Komplex dient dem Golfclub Dresden-Elbflorenz.

## Kohleschächte
Im Jahre 1853 wurde der Berglustschacht im Nordosten des Ortes angelegt. Am 1. April 1857 verkehrte der erste Kohlezug auf der neugebauten Trasse (Windbergbahn) in Richtung Dresden, die mit dem Kilometer 12,478 direkt am Schacht endete. 1905 wurde der Bergbau dort eingestellt. 1906 begann die Sprengung des Treiberhauses, der die anderen Gebäude folgten. Der Gottes-Segen-Schacht im Westen des Ortes am Poisenwald wurde von den Dresdnern Georg Ed. Schmidt, Wilhelm August Schmidt und Wilhelm Friedrich Freudenberg 1854 angelegt. 1856 erreichte der Schacht eine Teufe von 168 Metern, ohne dass ein abbauwürdiges Flöz angetroffen wurde.

## Verkehr
Die königlich-sächsische Staatsstraße von Dresden nach Teplitz wurde in den Jahren 1842 bis 1846 erbaut. Als Gemarkungsgrenze ist hier der ehemalige Bahnübergang und die Bushaltestelle am Käferberg anzusehen. Etwa 1939 wurde sie in Reichsstraße 170 umbenannt, später als Fernverkehrsstraße 170 und schließlich 1990 als Bundesstraße 170 ausgewiesen. Entlang des Käferbergs führt heute die dreispurige Gefällestrecke zwischen Hänichen und Possendorf.
Historische Wege sind der Marktsteig, der von Rabenau über Obernaundorf und den Poisenwald kommend, durch Wilmsdorf, Welschhufe und Gittersee nach Dresden führt. Die Kleine Straße aus Freiberg über Höckendorf, Seifersdorf, Oelsa verläuft durch Wilmsdorf, Possendorf, Rippien nach Dresden.
Die alte Trasse der Windbergbahn verläuft auf einer Länge von rund 600 Metern durch die Gemarkung des Ortes und dient heute als Fahrrad- und Fußweg. Am 30. September 1908 fuhr der erste Zug auf der neugebauten Strecke, die zwischen dem Bahnhof Hänichen-Goldene Höhe und Possendorf die Trasse der Kohlebahn zum Berglustschacht und zum Hermannschacht nachnutzte. Am 9. November 1957 verkehrte der letzte Zug, und die Strecke wurde abgebaut.

## Persönlichkeiten
- Ferdinand von Schill (1776–1809), preußischer Offizier und Freikorpsführer

## Sonstiges
- Ortsvorsteher ist Lutz Noack.